# Pedro Martínez (tenista)
Pedro Martínez Portero (* 26. dubna 1997 Alzira, Valencie) je španělský profesionální tenista. Ve své dosavadní kariéře na okruhu ATP Tour vyhrál jeden singlový i deblový turnaj. Na challengerech ATP a okruhu ITF získal patnáct titulů ve dvouhře a dvacet dva ve čtyřhře.
Na žebříčku ATP byl ve dvouhře nejvýše klasifikován v únoru 2025 na 36. místě a ve čtyřhře v květnu 2024 na 51. místě. Připravuje se v centru GR Tennis. Trénuje ho Gerard Granollers.
Ve španělském daviscupovém týmu debutoval v roce 2022 marbellským kvalifikačním kolem proti Rumunska, když v reprezentaci nahradil zraněného Granollerse. V páru s Alejandrem Davidovichem Fokinou prohrál čtyřhru. Španělé přesto zvítězili 3:1 na zápasy. Do září 2025 v soutěži nastoupil k šesti mezistátním utkáním s bilancí 1–1 ve dvouhře a 4–2 ve čtyřhře.
Španělsko reprezentoval na Letních olympijských hrách 2024 v Paříži. Na úvod dvouhry podlehl Italu Andreovi Vavassorimu.

## Tenisová kariéra
V roce 2013 se stal členem družstva, které vyhrálo juniorský Davis Cup.
V rámci hlavních soutěží událostí okruhu ITF debutoval v červenci 2012, když na turnaji ve španělské Denie nastoupil s Venezuelanem Davidem Soutem do čtyřhry. V úvodním kole podlehli španělskému páru Ojeda Lara a Vivancio-Guzmán. Premiérový titul na challengerech si odvezl z Båstadu, kde v červenci 2018 přehrál ve finále francouzského hráče Corentina Mouteta.
Ve dvouhře okruhu ATP World Tour debutoval na dubnovém Grand Prix Hassan II 2018 v Marrákeši. Z pozice kvalifikanta vypadl v úvodním kole dvouhry s Portugalcem João Sousou.
Debut v hlavní soutěži nejvyšší grandslamové kategorie zaznamenal v mužském singlu French Open 2019 po zvládnuté tříkolové kvalifikaci. Ve třech předchozích kvalifikačních soutěžích na grandslamu neuspěl. Do prvního kola pařížské dvouhry mu los původně přidělil Američana Sama Querreyho. Po jeho odstoupení podlehl šťastnému poraženému kvalifikantu Henrimu Laaksonenovi ze Švýcarska.

## Finále na okruhu ATP Tour
| Legenda                     |
| --------------------------- |
| D – dvouhra; Č – čtyřhra    |
| Grand Slam (0)              |
| Turnaj mistrů (0)           |
| ATP Tour Masters 1000 (0)   |
| ATP Tour 500 (0–1 Č)        |
| ATP Tour 250 (1–2 D; 1–0 Č) |

### Dvouhra: 3 (1–2)
| Stav      | č. | datum             | turnaj               | kategorie | povrch | soupeř ve finále | výsledek      |
| --------- | -- | ----------------- | -------------------- | --------- | ------ | ---------------- | ------------- |
| Finalista | 1. | 31. července 2021 | Kitzbühel, Rakousko  | ATP 250   | antuka | Casper Ruud      | 1–6, 6–4, 3–6 |
| Vítěz     | 1. | 27. února 2022    | Santiago, Chile      | ATP 250   | antuka | Sebastián Báez   | 4–6, 6–4, 6–4 |
| Finalista | 2. | 7. dubna 2024     | Estoril, Portugalsko | ATP 250   | antuka | Hubert Hurkacz   | 3–6, 4–6      |

### Čtyřhra: 2 (1–1)
| Stav      | č. | datum             | turnaj                   | kategorie | povrch | spoluhráč      | soupeři ve finále         | výsledek         |
| --------- | -- | ----------------- | ------------------------ | --------- | ------ | -------------- | ------------------------- | ---------------- |
| Vítěz     | 1. | 31. července 2022 | Kitzbühel, Rakousko      | ATP 250   | antuka | Lorenzo Sonego | Tim Pütz Michael Venus    | 5–7, 6–4, [10–8] |
| Finalista | 1. | 23. února 2025    | Rio de Janeiro, Brazílie | ATP 500   | antuka | Jaume Munar    | Rafael Matos Marcelo Melo | 2–6, 5–7         |

## Finále na challengerech ATP a okruhu Futures
| Legenda                    |
| -------------------------- |
| Challengery (7–6 D; 4–8 Č) |
| Futures (8–6 D; 18–8 Č)    |

### Dvouhra: 27 (16–12)
| Stav      | č. | datum         | turnaj                  | povrch    | soupeř ve finále        | výsledek           |
| --------- | -- | ------------- | ----------------------- | --------- | ----------------------- | ------------------ |
| Finalista | 1. | červen 2015   | Toulon, Francie         | antuka    | Alexis Musialek         | 6–1, 2–6, 3–6      |
| Finalista | 2. | červenec 2015 | Getxo, Španělsko        | antuka    | Alexander Ward          | 1–6, 1–6           |
| Vítěz     | 1. | březen 2016   | Pula, Chorvatsko        | antuka    | Zdeněk Kolář            | 6–3, 6–1           |
| Finalista | 3. | květen 2016   | Hammámet, Tunisko       | antuka    | Omar Salman             | 6–2, 5–7skreč      |
| Vítěz     | 2. | červen 2016   | Stara Zagora, Bulharsko | antuka    | Germain Gigounon        | 6–3, 6–1           |
| Vítěz     | 3. | červen 2016   | Plovdiv, Bulharsko      | antuka    | Dimitar Kuzmanov        | 7–6(7–5), 6–2      |
| Finalista | 4. | červenec 2016 | Getxo, Španělsko        | antuka    | Ricardo Ojeda Lara      | 1–6, 4–6           |
| Vítěz     | 4. | červenec 2016 | Xàtiva, Španělsko       | antuka    | Carlos Taberner         | 2–6, 6–1, 6–4      |
| Finalista | 5. | únor 2017     | Peguera, Španělsko      | antuka    | Stefano Travaglia       | 5–7, 1–6           |
| Vítěz     | 5. | duben 2017    | Hammámet, Tunisko       | antuka    | Lamine Ouahab           | 6–3, 6–3           |
| Vítěz     | 6. | květen 2017   | Lleida, Španělsko       | antuka    | Gerard Granollers       | 6–3, 5–7, 6–4      |
| Vítěz     | 7. | srpen 2017    | Santander, Španělsko    | antuka    | Marc Giner              | 6–3, 6–2           |
| Vítěz     | 8. | únor 2018     | Šarm aš-Šajch, Egypt    | tvrdý     | Vladyslav Manafov       | 3–6, 6–3, 6–2      |
| Finalista | 6. | červen 2018   | Huelva, Španělsko       | antuka    | Sergio Gutiérrez Ferrol | 6–3, 6–7(1–7), 2–6 |
| Vítěz     | 1. | červenec 2018 | Båstad, Švédsko         | antuka    | Corentin Moutet         | 7–6(7–5), 6–4      |
| Finalista | 1. | říjen 2018    | Barcelona, Španělsko    | antuka    | Roberto Carballés Baena | 6–1, 3–6, 0–6      |
| Finalista | 2. | duben 2019    | Alicante, Španělsko     | antuka    | Pablo Andújar           | 3–6, 6–3, 4–6      |
| Finalista | 3. | říjen 2020    | Alicante, Španělsko     | antuka    | Carlos Alcaraz          | 6-7(6-8), 3-6      |
| Vítěz     | 2. | listopad 2020 | Marbella, Španělsko     | antuka    | Jaume Munar             | 7–6(7–4), 6–2      |
| Vítěz     | 3. | září 2021     | Sevilla, Španělsko      | antuka    | Roberto Carballés Baena | 6–4, 6–1           |
| Finalista | 4. | září 2023     | Como, Itálie            | antuka    | Thiago Seyboth Wild     | 7–5, 2–6, 3–6      |
| Vítěz     | 4. | říjen 2023    | Brest, Francie          | tvrdý (h) | Benjamin Bonzi          | 7–6(8–6), 7–6(7–1) |
| Vítěz     | 5. | prosinec 2023 | Maspalomas, Španělsko   | antuka    | Kilian Feldbausch       | 6–4, 4–6, 6–3      |
| Finalista | 5. | leden 2024    | Tenerife, Španělsko     | tvrdý     | Brandon Nakashima       | 3–6, 4–6           |
| Vítěz     | 6. | březen 2024   | Girona, Španělsko       | antuka    | Radu Albot              | 7–5, 6–4           |
| Finalista | 6. | květen 2024   | Bordeaux, Francie       | antuka    | Arthur Fils             | 2–6, 3–6           |
| Vítěz     | 7. | říjen 2024    | Valencie, Španělsko     | antuka    | Jaime Faria             | 6–1, 6–3           |

### Čtyřhra (22 titulů)
| Č.  | datum         | turnaj                   | povrch     | spoluhráč              | soupeři ve finále                                    | výsledek             |
| --- | ------------- | ------------------------ | ---------- | ---------------------- | ---------------------------------------------------- | -------------------- |
| 1.  | únor 2014     | Peguera, Španělsko       | antuka     | Jaume Munar            | Roberto Carballés Baena Oriol Roca Batalla           | 6–1, 6–1             |
| 2.  | září 2014     | Madrid, Španělsko        | tvrdý      | Jaume Munar            | Adam Sanjurjo Hermida Miguel Semmler                 | 6–3, 6–4             |
| 3.  | červenec 2015 | Getxo, Španělsko         | antuka     | Eduard Esteve Lobato   | Ivan Gachov Alexander Igoshin                        | 6–1, 6–2             |
| 4.  | červenec 2015 | Gandia, Španělsko        | antuka     | Eduard Esteve Lobato   | Carlos Boluda-Purkiss Alberto Romero de Ávila Senise | 6–1, 6–2             |
| 5.  | září 2015     | Oviedo, Španělsko        | antuka     | Gerard Granollers      | Adrien Puget Xavier Pujo                             | 7–5, 6–4             |
| 6.  | červen 2016   | Toulon, Francie          | antuka     | Lamine Ouahab          | Ronan Joncour Yanais Laurent                         | 6–3, 6–7(4), [12–10] |
| 7.  | červenec 2016 | Xàtiva, Španělsko        | antuka     | Alberto Barroso Campos | Francesc Aulina Juan Lizariturry                     | 6–4, 6–1             |
| 8.  | září 2016     | San Sebastián, Španělsko | antuka     | Eduard Esteve Lobato   | Alexis Klégou Maxime Mora                            | 6–3, 3–6, [10–4]     |
| 9.  | leden 2017    | Manacor, Španělsko       | antuka     | Ricardo Ojeda Lara     | Sergio Martos Gornés David Vega Hernández            | 6–7(5), 6–0, [10–4]  |
| 10. | únor 2017     | Peguera, Španělsko       | antuka     | Gerard Granollers      | Filippo Leonardi Stefano Travaglia                   | 6–7(5), 6–0, [10–4]  |
| 11. | únor 2017     | Peguera, Španělsko       | antuka     | Gerard Granollers      | Sergio Martos Gornés Cristóbal Saavedra Corvalán     | 6–3, 6–4             |
| 12. | březen 2017   | Xàbia, Španělsko         | antuka     | Gerard Granollers      | Ivan Gachov Sergio Martos Gornés                     | 6–2, 6–2             |
| 13. | červenec 2017 | Gandia, Španělsko        | antuka     | Marc Giner             | Ivan Gachov Sergio Martos Gornés                     | 7–6(4), 6–3          |
| 14. | červenec 2017 | Denia, Španělsko         | antuka     | Ivan Gachov            | Juan Lizariturry Jaume Pla Malfeito                  | 7–5, 6–7(7), [11–9]  |
| 15. | září 2017     | Sevilla, Španělsko       | antuka     | David Vega Hernández   | Marc Giner Jaume Pla Malfeito                        | 3–6, 6–4, [10–5]     |
| 16. | září 2017     | Madrid, Španělsko        | antuka (h) | Miguel Semmler         | Christopher Heyman Yannick Vandenbulcke              | 6–4, 6–4             |
| 17. | únor 2018     | Šarm aš-Šajch, Egypt     | tvrdý      | Omar Salman            | Maxence Brovillé Johan Sébastien Tatlot              | 6–4, 6–7(5), [10–5]  |
| 18. | březen 2018   | Xàbia, Španělsko         | antuka     | Germain Gigounon       | Kimmer Coppejans Ivan Gachov                         | 7–6(4), 7–6(1)       |
| 19. | září 2018     | Sevilla, Španělsko       | antuka     | Gerard Granollers      | Daniel Gimeno-Traver Ricardo Ojeda Lara              | 6–0, 6–2             |
| 20. | září 2019     | Sevilla, Španělsko       | antuka     | Gerard Granollers      | Kimmer Coppejans Sergio Martos Gornés                | 7–5, 6–4             |
| 21. | listopad 2020 | Marbella, Španělsko      | antuka     | Gerard Granollers      | Luis David Martínez Fernando Romboli                 | 6–3, 6–4             |
| 22. | září 2023     | Sevilla, Španělsko       | antuka     | Alberto Barroso Campos | Sriram Baladži Fernando Romboli                      | 3–6, 7–6(5), [11–9]  |